# Xenophidiidae
Xenophidiidae zijn een kleine familie van slangen.

## Naam en indeling
De wetenschappelijke naam van de groep werd voor het eerst voorgesteld door Van Stanley Bartholomew Wallach en Rainer Günther in 1998. Er is slechts een enkel geslacht dat twee soorten telt. Het geslacht werd lange tijd tot de familie dwergboa's (Tropidophiidae) gerekend.

## Verspreiding en habitat
Beide soorten komen voor in delen van Azië en leven endemisch in Maleisië. Het zijn bewoners van vochtige bergbossen.

## Taxonomie
- Familie Xenophidiidae
  - Geslacht Xenophidion